# Zuid-Afrikaans Bureau voor Rassenaangelegenheden
Het Zuid-Afrikaans Bureau voor Rassenaangelegenheden (Afrikaans: Suid-Afrikaanse Buro vir Rasse-aangeleenthede) (Engels: South African Bureau of Racial Affairs), kortweg SABRA of Sabra was een Afrikaanstalige Zuid-Afrikaanse denktank die de apartheidswetgeving van de Nasionale Party propageerde vanuit het vrijheids- en onafhankelijkheidsstreven onder Afrikaners.
SABRA speelde een sleutelrol in de ontwikkeling van apartheid, maar was ook een van de eerste invloedrijke Afrikaner-organisaties die vond dat het beleid van apartheid niet langer vol te houden was. Vanaf begin jaren 80 pleitte SABRA voor het behoud van Afrikaner zelfbeschikking door het stichten van een Volkstaat en daarmee het afschaffen van apartheid.

## Geschiedenis
Al vanaf het begin in 1948 was SABRA zeer invloedrijk in regeringskringen. Dit gebeurde vooral op basis van het onderzoek dat SABRA had verricht en de publicaties daaruit voortkwamen. In de loop der jaren ontwikkelde zich een stappenplan waarin voorstellen van SABRA als regeringsbeleid eindigden. Nadat SABRA onderzoek had gedaan en de bevindingen goedgekeurd werden door de academische achterban, werden de voorstellen besproken in de geheime Afrikaner Broederbond. Hierin zaten invloedrijke Afrikaners uit alle sectoren van de samenleving (onderwijs, economie, leger, regering enzovoorts). Nadat de voorstellen in de Broederbond waren besproken, werd een versie van deze voorstellen door het parlement geloodst.
SABRA heeft in haar bestaan drie grootste beleidsvoorstellen gedaan, die alle drie onderwerpen worden waarmee overheidsinstellingen aan de slag gingen. Deze beleidsvoorstellen waren:
| Periode      | Beleidsvoorstel                                         | Wetgeving |
| ------------ | ------------------------------------------------------- | --- |
| 1948 – ±1956 | Aparte bestuurlijke eenheden voor zwarte Zuid-Afrikanen | Wet op Bantoe-owerhede (wet 68 van 1951)                                                                                    |
| ±1956 – 1974 | Thuislanden voor zwarte Zuid-Afrikanen                  | Wet op die Bevordering van Bantoe-selfbestuur (wet 46 van 1959) Wet op Burgerskap van die Nasionale State (wet 26 van 1970) |
| 1981 – 2002  | De ontwikkeling van een Volkstaat                       | Akkoord inzake Afrikaner zelfbeschikking (1994) Grondwet van Zuid-Afrika, artikel 235 (1996)                                |

### Oprichting en beginperiode (jaren 50)
Het Zuid-Afrikaans Bureau voor Rassenaangelegenheden werd in september 1948 op initiatief van de Afrikaner Broederbond opgericht door een aantal academici van de Universiteit Stellenbosch. De oprichting van SABRA was een direct antwoord op het bestaan van de Engelstalige South African Institute for Race Relations. De leden van SABRA waren vooral academici en andere intellectuelen uit Afrikaner-geledigden.
Het doel van SABRA was om beleidsvoorstellen te ontwikkelen waarmee toenmalige reservaten voor zwarte Zuid-Afrikanen als thuislanden ontwikkeld konden worden. In de beginjaren was SABRA daarnaast voorstander van een kleurlingvertegenwoordiging in het blanke parlement en van het verlenen van bepaalde rechten aan zwarten in de steden. SABRA had volgens het Reformatorisch Dagblad in het begin, met een medewerker uit de fractie van de Progressieve Federale Partij, een „verlicht" karakter.
Het voorstel om de zwarte stedelijke bevolking enige politieke rechten te geven, ontstond als antwoord op ontwikkelingen in de jaren 40. Zwarte Zuid-Afrikanen verenigden zich toen in vakbonden en kregen daarmee enorme economische en politieke invloed - dat in de ogen van SABRA de welvaart en het voortbestaan van blanke Zuid-Afrikanen bedreigde. Door voor te stellen om enige politieke rechten aan de zwarte stedelijke bevolking te geven, hoopte SABRA dat deze zwarte stedelingen hun economische invloed niet zouden aanwenden om politieke wensen af te dwingen. Om deze machtspositie op de langere termijn te behouden, stelde SABRA voor om de Zuid-Afrikaanse samenleving op te delen op allerlei gebieden, met name langs economische, politieke, territoriale, sociale, culturele en educatieve lijnen.
SABRA had goede informele contacten met de Broederbond en de Nederduitse Gereformeerde Kerk. Het doel van SABRA was om te voorzien in een wetenschappelijke onderbouwing van het apartheidsbeleid. SABRA had hiermee in de jaren 50 van de twintigste eeuw grote invloed op politieke ontwikkelingen in Zuid-Afrika. Zo waren invloedrijke leden van SABRA vertegenwoordigd in de Commissie-Tomlinson, die zich uitsprak voor het ontwikkelen van thuislanden binnen de Unie van Zuid-Afrika. 1957 verklaarde SABRA publiekelijk dat zij het Afrikanervolk als een 'inheemse blanke natie' beschouwde dat samen met de niet-blanke bevolking een manier zou vinden om samen in het 'gemeenschappelijke vaderland' te leven.

### Invloedrijke periode (Vanaf 1958)
Vanaf 1958, nadat Hendrik Verwoerd tot premier van Zuid-Afrika gekozen werd, was de invloed van SABRA het grootst. Tijdens de jaarlijkse conferentie van dat jaar kregen aanhangers van Hendrik Verwoerd de overhand binnen SABRA. Er stonden 10 thematische studies op het programma die besproken werden. De leden besproken onder meer de kloof tussen de aanbevelingen van de Commissie-Tomlinson enerzijds en de implementatie van het apartheidsbeleid door de overheid anderzijds. De conferentie sloot af met de aanbeveling dat een aanzienlijk deel van de staatsbegroting besteed moest worden aan de ontwikkeling van niet blanke gebieden en nederzettingen en voor het einde van het jaar een bijeenkomst met vertegenwoordigers van de zwarte bevolking te regelen. Wegens interne meningsverschillen zou deze bijeenkomst pas een jaar later, in 1959 plaatsvinden.
Met de aanbeveling om de staatsbegroting te gebruiken om de zwarte gebieden te ontwikkelen, was de basis gelegd voor de latere regel dat zwarte Zuid-Afrikanen (als niet-burgers) geen persoonlijke belasting hoefden te betalen in Zuid-Afrika. Slechts blanke belastingbetalers zouden betalen voor de implementatie van apartheid.
Vanaf 1958 werd centrale taak van SABRA het uitvoeren van studies voor toekomstig apartheidsbeleid, beleid waarin de "aparte ontwikkeling" verschillende etnische bevolkingsgroepen tot uiting moest komen.
In 1960 waarschuwde SABRA-voorzitter Geyer op een congres in Pretoria dat ontwikkelingen in Afrika zo snel veranderden dat Zuid-Afrika nog maar 10 jaar de tijd had om de verhoudingen tussen de verschillende raciale bevolkingsgroepen aan te passen: "We moeten bij de vorming van economisch levensvatbare Bantoestans sneller schakelen, ten minste snel genoeg, om het ontwikkelingspatroon zichtbaar te maken en dat moet in ieder geval sneller dan we tot nu toe geschakeld hebben."

### Verlichte apartheid (vanaf jaren 70)
In de jaren 70, onder leiding van Carel Boshoff, stelde SABRA zich kritischer op tegenover de uitvoering van het apartheidsbeleid. SABRA beargumenteerde dat het apartheidsbeleid niet goed werd uitgevoerd, zoals SABRA had voorgesteld. SABRA vond dat er voldoende mogelijkheden voor economische ontwikkeling aan de thuislanden geboden moesten worden, bijvoorbeeld door gebieden van economische waarde (zoals delen van de Witwatersrand of vruchtbare landbouwgebieden) aan de thuislanden af te staan. De regering weigerde dit onder druk van het bedrijfsleven. SABRA schreef daarop het thuislandbeleid van de NP-regering af. Vanaf 1981 vond SABRA dat het apartheidsstelsel onhoudbaar was geworden.
In 1983 kondigde de Zuid-Afrikaanse regering een grondwetswijziging aan. Volgens de NP-regering was apartheid "voltooid" en dat moest ook in de grondwet weerspiegeld worden. Waar Zwarte Zuid-Afrikanen inmiddels geen burgers van Zuid-Afrika meer waren, maar paspoorten hadden van hun eigen thuislanden, kregen de blanken, kleurlingen en Indiërs gelijke maar gescheiden rechten in Zuid-Afrika. Zo kreeg elk van deze drie bevolkingsgroepen zijn eigen kamer in het parlement. SABRA werd verzocht dit voorgestelde beleid te onderzoeken en haar bevindingen aan Staatspresident P.W. Botha te rapporteren. De eerste bevindingen van SABRA waren erg kritisch, waarna de bevindingen ter goedkeuring aan de SABRA-academici gestuurd werden. Hoewel nog geheim, belanden de bevindingen van SABRA enkele dagen later in de zondagskrant Rapport, zonder dat de academici de bevindingen al ontvangen hadden.
Een van de belangrijkste bevindingen van SABRA in 1983 was dat de nieuwe grondwet (1) het zelfbeschikkingsrecht voor Afrikaners, Kleurlingen en Aziaten in Zuid-Afrika ontkende, (2) soort "onhoudbare integratie" tussen deze drie groepen voorstelde en (3) blanke overheersing van Kleurlingen en Aziaten bevestigde, doordat een blanke minderheid een meerderheid aan zetels in het parlement mocht vullen.
Deze bevindingen zouden leiden tot de scheiding tussen de Afrikaner Broederbond en de Nasionale Party enerzijds en SABRA anderzijds. SABRA wilde een apart thuisland voor kleurlingen en was tegen de voorstellen van Botha, terwijl de Afrikaner Broederbond ze goedkeurde. Zo trokken blanke en zwarte overheden hun financiële steun aan SABRA in en daarna ook veel private financiers. Zo onttrok het Ministerie van Onderwijs onder leiding van oud-SABRA-voorzitter Gerrit Viljoen alleen al R70 000 (200.000 gulden). Een uitzondering daarop was mijnbouwbedrijf Gencor (thans BHP Billiton). Ook moest Carel Boshoff zijn voorzitterschap van de Afrikaner Broederbond neerleggen. Financiering van SABRA werd daarna om politieke redenen overgenomen door de Konserwatiewe Party, dat daarmee de Nasionale Party verder uiteen probeerde te drijven. Dit betekende echter niet dat SABRA de politieke lijn van de Konserwatiewe Party ging onderbouwen. Het zou nog tot 1993 duren voordat de Konserwatiewe Party (een andere versie van) het volkstaat-concept van SABRA zou steunen.
Onder leiding van Carel Boshoff nam SABRA het uitgangspunt aan dat het zelfbeschikkingsrecht van Afrikaners en zelfregering niet vol te houden waren op de manier waarop de NP-regering dat probeerde. In de ogen van SABRA werd een zwarte meerderheidsregering onvermijdelijk en bovendien vond SABRA het door de regering gevoerde apartheidsbeleid moreel onrechtvaardig:

Die morele regverdigbaarheid van afsonderlike ontwikkeling het in die gedrang gekom toe dit ná 1968 nie meer met oorgawe toegepas is nie. Dit het die indruk laat ontstaan dat die blanke minderheid die swart meerderheid wil onderdruk.
— SABRA (1986)

Vanaf het begin van de jaren 80 stelde SABRA niet meer de blanke samenleving centraal in haar onderzoeken, maar Afrikaners als culturele minderheid. Een andere belangrijke nieuwe aanname van SABRA werd dat zelfbeschikking, democratie en mensenrechten geen tegenstrijdige ideeën zijn, waardoor SABRA het apartheidsbeleid kon loslaten als enige oplossing om het zelfbeschikkingsrecht en zelfbestuur van Afrikaners te kunnen behouden:

'n Beleid om hierdie samelewing vandag te probeer ontstrengel en elke swart volk sy eie land te vestig totdat daar 'n blanke of Afrikanerland oorbly, is nie 'n lewensvatbare beleid nie. [...] Afrikaners moet daarvan oortuig word dat hulle eie staat, apart van die Republiek van Suid-Afrika, lewensnoodsaaklik is en dat hulle 'n toekomstige goedgesinde owerheid in daardie rigting moet sterk. 
— SABRA (1989)

Het plan voor een Volkstaat, dat een thuisland voor Afrikaners (in plaats van voor Zwarte Afrikanen) moest worden, sluimerde al sinds 1966 rond bij SABRA, maar was nooit volledig uitgewerkt. Na 1983 werd dit concept wel uitgewerkt, onder meer door SABRA-onderzoeker Chris Jooste. Het plan van SABRA voor een Volkstaat sloot de gebieden van de oorspronkelijke Boerenrepublieken in de Transvaal en de Oranje-Vrijstaat uit. Deze gebieden omvatten het economische hartland van Zuid-Afrika met veel natuurlijke hulpbronnen. In plaats daarvan focuste SABRA op een economisch onderontwikkeld gebied in de Noordwest-Kaap dat een halfwoestijn is. Deze woestijnstaat zou wegens zijn onherbergzaamheid niet gevreesd of begeerd worden door de Zuid-Afrikaanse regering. Zelfs voorstanders van het idee gaven toe dat dit model significante economische offers van Afrikaners, die naar de volkstaat zouden verhuizen, zou eisen. Dit model is gebaseerd op het principe van eigen arbeid, eisend dat al het werk in de volkstaat gedaan wordt door haar eigen burgers, waaronder het ploegen van velden, het ophalen van vuilnis en tuinieren: werk dat in de rest van Zuid-Afrika gewoonlijk niet door Afrikaners gedaan wordt.
Volgens SABRA kunnen Afrikaners slechts een meerderheid in een gebied worden als ze hun eigen arbeid zouden gaan uitvoeren (en dus stoppen van het uitbuiten van Zwarte Zuid-Afrikanen als goedkope arbeidskrachten). Met deze meerderheid zouden Afrikaners op democratische wijze zeggenschap kunnen hebben over eigen instellingen en daarmee op zelfbestuur.
Een eerdere poging om een Volkstaat te stichten, vond in de jaren 80 plaats in Morgenzon, maar mislukte. Een groep Afrikaners onder leiding van Carel Boshoff kocht daarop in 1991 het dorp Orania in de Noord-Kaap om de ideeën van SABRA uit te voeren. Het kantoor van SABRA werd in 1994 naar Orania verhuisd.
Hoewel SABRA aan het einde van de apartheid maar een kleine rol zou spelen in de Zuid-Afrikaanse politiek, omdat de Nasionale Party en de Konserwatiewe Party de ideeën van SABRA afwezen, lukte het SABRA via het Afrikaner Volksfront bijna en via het Vrijheidsfront Plus wel om tot een akkoord te komen met het African National Congress om na de eerste multiraciale verkiezingen in 1994 een overheidsorgaan in te stellen dat een Volkstaat zou onderzoeken: de Volkstaatraad. Dit Akkoord inzake Afrikaner zelfbeschikking werd 23 april 1994 gesloten.
Verschillende SABRA-leden hadden uiteindelijk zitting in de Volkstaatraad. Nadat in 1999 het eindverslag van de Volkstaatraad met mogelijkheden voor een Afrikaner Volkstaat werd uitgebracht aan de Zuid-Afrikaanse regering, werd de Volkstaatraad opgeheven. Hiermee kwam een einde aan de staatkundige bijdragen van SABRA.

## Vereniging vir Ekonomie, Politiek, Omgewing en Geskiedenis
In 2002 werd SABRA de onderzoekseenheid van de nieuw gestichte Orania Beweging, waarin ook de Afrikaner Volkswag en de Afrikaner Vryheidstigting (AVSTIG) in op gingen. Eenmaal deel van de Orania Beweging werd het Zuid-Afrikaanse Bureau voor Rassenaangelegenheden hernoemd als de Vereniging vir Ekonomie, Politiek, Omgewing en Geskiedenis (EPOG). EPOG bewaart alle archieven van SABRA, de Afrikaner Volkswag, AVSTIG en verschillende andere Afrikaner organisaties. EPOG heeft daarvoor onder meer een archivaris in dienst. In 2009 werden externe activiteiten, zoals onderzoek en publicaties, hervat. Ook verzorgt EPOG nu twee keer per week een radioprogramma op Radio Orania.

## Lijst van voorzitters
- B.I.C van Eeden (1948-1949)
- H.B. Thom (1950-1951)
- G.B.A. Gerdener (1951-1956)
- W.A. Landman (1956-1958)
- A.L. Geyer (1958-1964)
- P.F.D. Weiss (1964-1967)
- Gerrit Viljoen (1967-1972)
- Carel Boshoff (1972-2002)